# Production mondiale de houille
La production mondiale de houille a connu une évolution considérable au cours des décennies récentes, marquée par un déplacement de son centre de gravité vers la Chine. La production en 2007 se chiffre à 6,4 milliards de tonnes métriques, chiffre qui inclut toutes les qualités de charbon, lignite compris. La masse totale de charbon produite, si elle est la donnée la plus facile à trouver, n'est pas complètement représentative, car la teneur énergétique peut varier approximativement de 28 à 35 GJ par tonne du lignite à l'anthracite. 

## Région Asie-Pacifique

### Chine
La Chine est, de loin, le premier producteur mondial de charbon, avec une production d'environ 3,7 milliards de tonnes métriques en 2012, soit 50 % de la production mondiale. Les principales régions productrices sont la région autonome de Mongolie-Intérieure et la province du Shaanxi. En dépit de son augmentation rapide (quasi doublement entre 2003 et 2012), la production chinoise n'a pas suivi la croissance de la demande, et le pays, longtemps exportateur, importe désormais une grande quantité de charbon depuis des pays tels que l'Indonésie, l'Australie ou même les États-Unis. En 2007, le secteur charbonnier chinois employait environ 5 millions d'ouvriers, et la mortalité dans les accidents miniers était de l'ordre de 20 000 décès par an. La sécurité a cependant été sensiblement améliorée ces dernières années. Le charbon produit 80 % de l'électricité chinoise.

### Inde
L'Inde est le 3e producteur mondial de charbon après la Chine et les États-Unis, avec une production annuelle d'environ 600 millions de tonnes. 85 % de la production est contrôlée par une entité étatique Coal India, qui est la plus grande entreprise charbonnière du monde, créée par la nationalisation des mines dans les années 70. Les principaux champs de charbon se situent dans le centre-est du pays. Plus de la moitié des réserves de charbon du pays se situe sous des forêts, ce qui provoque une forte opposition écologiste à l'exploitation de ces gisements, par exemple d'ONG telles que Greenpeace. L'exploitation du charbon en Inde est une histoire ancienne, commencée en 1774 par la Compagnie anglaise des Indes orientales.

### Australie
L'Australie est le quatrième producteur et surtout le premier exportateur de charbon au monde, dont le premier client est le Japon. La production se concentre dans deux États Queensland et Nouvelle-Galles du Sud. Une centaine de mines sont exploitées, partagées entre exploitations à ciel ouvert et mines souterraines. La production continue à augmenter d'année en année.

### Indonésie
L'Indonésie est le 6e producteur mondial de charbon en 2011, juste après la Russie. C'est surtout, parmi les grands pays producteurs, celui donc la production a augmenté le plus rapidement : de seulement 77 millions de tonnes en l'an 2000, elle a grimpé à 330 millions de tonnes en 2012. La production vient de l'île de Bornéo et dans une moindre mesure de Sumatra. Seulement 20 % de la production est consommée dans le pays, qui est donc un très grand exportateur.

### Autres pays
Le Viêt Nam produit un peu plus de 40 Mt par an, chiffre qui a doublé en quatre ans. Ce charbon est de très bonne qualité, et une majorité est exportée.

La production du Pakistan est actuellement minime, mais il existe de vastes projets de développer les réserves du désert de Thar, qui se heurtent à la faiblesse des infrastructures (transport, électricité) et au manque d'eau dans cette région.
La Thaïlande est un petit producteur de lignite d'un pouvoir calorifique assez faible. En 2007, 18.3 Mt ont été extraits de ses mines à ciel ouvert, contre 23.4 Mt en 1997. L'essentiel de la production vient de l'importante mine Mae Moh, le reste vient de petites mines dont certaines sont proches de la fermeture.

## Amériques

### États-Unis
Les États-Unis sont le deuxième producteur mondial de charbon avec environ 1 milliard de tonnes par an, chiffre stable depuis le milieu des années 90. La production de charbon de bonne qualité (anthracite et bitumineux) stagne depuis longtemps, tandis que les charbon sub-bitumineux assurent une part de plus en plus importante de la production. Géographiquement, la production se déplace vers l'ouest du pays.

## Afrique

### Autres pays
En dehors de l'Afrique du Sud, la production de houille sur le continent africain est très réduite. Le Zimbabwe produit 2 millions de tonnes par an, quelques autres mines se trouvent dans des pays comme le Botswana. Le Mozambique pourrait avoir des ressources inexplorées non négligeables.

## Europe et Eurasie

### Allemagne
Malgré une forte baisse de production sur le long terme, l'Allemagne reste le principal producteur d'Europe de l'Ouest. L'industrie charbonnière allemande, qui emploie encore quelque 35 000 personnes, se situe pour les trois quarts dans la région de la Ruhr. Les mines souterraines (environ 1 000 mètres de profondeur) de charbon bitumineux, qui actuellement ne sont pas rentables et ne survivent que grâce à de massives subventions publiques, pourraient être fermées d'ici 2018 avec la fin des subventions. En revanche, la production de lignite effectuée à ciel ouvert (à l'ouest de Cologne, et dans plusieurs sites à l'est) reste rentable et n'est pas menacée.

## Classements

### Pays producteurs
Le classement des pays producteurs montre une très grande concentration de la production : la Chine représentant à elle seule plus de 40 % du total mondial. Les 10 pays listés ci-dessous totalisent 88 % de la production.
| Pays           | Production 1997, Mt | Production 2007, Mt | % monde | Notes                   |
| -------------- | ------------------- | ------------------- | ------- | ----------------------- |
| Chine          | 1372                | 2536                | 40      | +7 % par an             |
| États-Unis     | 988                 | 1034                | 16      |                         |
| Inde           | 320                 | 478                 | 7.5     |                         |
| Australie      | 280                 | 393                 | 6.2     | 1er exportateur         |
| Russie         | 245                 | 314                 | 4.9     | Réserves peu exploitées |
| Afrique du Sud | 220                 | 269                 | 4.2     |                         |
| Allemagne      | 223                 | 202                 | 3.2     | Majorité de lignite     |
| Indonésie      | 55                  | 174                 | 2.7     |                         |
| Pologne        | 201                 | 145                 | 2.3     |                         |
| Kazakhstan     | 73                  | 95                  | 1.5     |                         |

### Pays Exportateurs
Les trois plus grands pays producteurs (Chine, États-Unis et Inde, qui sont aussi les trois pays les plus peuplés du monde) consomment eux-mêmes la quasi-totalité de leur production. Pour cette raison, le classement des pays exportateurs est très différent de celui des pays producteurs, à la différence de la situation observée pour le pétrole. On remarque aussi qu'au niveau mondial les flux importés ou exportés sont modestes par rapport à la production. 
| Pays           | Exportations 2012, Mt |
| -------------- | --------------------- |
| Australie      | 230                   |
| Indonesie      | 130                   |
| États-Unis     | 75                    |
| Russie         | 65                    |
| Colombie       | 40                    |
| Afrique du Sud | 40                    |
| Canada         | 30                    |

### Pays Importateurs
| Pays         | Importations 2012, Mt |
| ------------ | --------------------- |
| Japon        | 160                   |
| Chine        | 130                   |
| Corée du Sud | 85                    |
| Inde         | 80                    |
| Taiwan       | 40                    |
| Allemagne    | 30                    |
| Royaume-Uni  | 25                    |
| Italie       | 20                    |
| Brésil       | 15                    |
| France       | 15                    |